# 바다대벌레과
| 바다대벌레과 | 바다대벌레과   |
| --- | -------------- |
| |                |
| Pariambus typicus |                |
| 분류 |                |
| 계 | 동물계         |
| 문 | 절지동물문     |
| 아문 | 갑각아문       |
| 강 | 연갑강         |
| 상목 | 낭하상목       |
| 목 | 단각목         |
| 상과 | 바다대벌레상과 |
| 과 | 바다대벌레과   |
| 학명의 동의어 |                |
| - Aeginellidae Leach, 1814 - Phtisicidae Vassilenko, 1968 - Phtisicoidea Vassilenko, 1968 - Protellidae McCain, 1970 - Pariambidae Laubitz, 1993 |                |

해골새우(skeleton shrimps), 유령새우(ghost shrimps) 로도 알려진 바다대벌레과는 새우와 아무 관련 없는 단각목의 일종이다. 실 모양의 가느다란 몸체에서 이름을 따왔으며, 해조류, 히드라충강, 선충류의 미세한 섬유 사이에 위장할 수 있다. 보통 약 4cm까지 자라며 규조류, 물에 떠다니는 유기물, 다른 바다대벌레 등을 먹이로 삼는다.
알려진 것만 400종이 넘어가며, 절반 가량이 genus Caprell 군에 속한다. 한국에는 이중 가슴가시바다대벌레, 갈고리손바다대벌레, 정식 명칭이 없는 종(바다대벌레과)을 포함해 약 49종이 동,서,남해와 울릉도 등지에 분포하는 것으로 확인된다.

## 개요

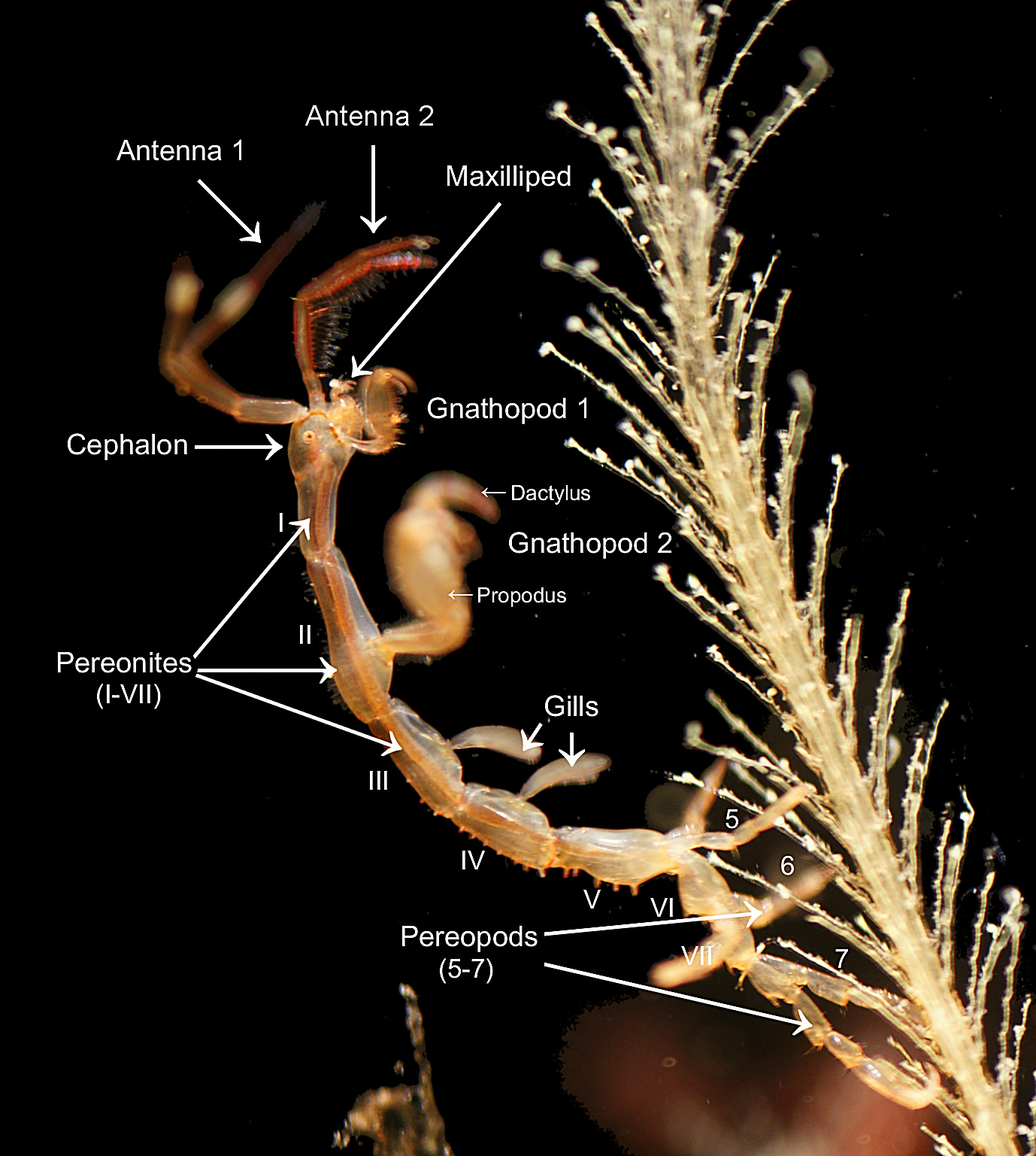
caprella mutica(일본바다대벌레) 종 수컷의 신체적 특징

바다대벌레과는 날씬하고 길쭉한 몸체 때문에 다른 단각목과 쉽게 구분된다. 몸은 두부(머리), 가슴마디(가슴), 배의 세 부분으로 나눌 수 있다. 몸 길이의 대부분을 차지하는 가슴마디는 다시 7개의 흉절로 나뉜다. 두부는 일반적으로 첫 번째 흉절(pereonite)과 일체회되고, 매우 축소되어 거의 보이지 않는 복부는 일곱 번째 흉절의 뒤쪽에 붙어 있다. 더듬이는 총 두 쌍이며 첫 번째 쌍은 일반적으로 두 번째 쌍보다 길다. 두부에는 하악골 , 상악골 , 구기의 역할을 하는 약각(maxillipeds)이 있다.
각 부분에는 흉지(pereopods)로 알려진 한 쌍의 부속지가 있다. 처음 두 쌍은 약지(gnathopods) 로 알려져 있으며 이동뿐만 아니라 먹이와 방어에 사용된다. 세 번째와 네 번째 흉지쌍은 매우 작거나 존재하지 않는다. 세 번째와 네 번째 흉지에는 두 쌍의 아가미가 있으며, 때로는 세 번째 아가미 쌍이 두 번째 흉절에도 나타날 수 있다. 성숙한 암컷에서는 밑마디(기절, coxa, oostegite)의 확장으로 형성된 육아낭이 세 번째와 네 번째 흉절에 있다. 다섯 번째에서 일곱 번째까지의 흉지쌍은 약지보다 작으며 물체를 붙잡는 데 사용된다.
바다대벌레과는 이동을 위해 앞다리를 사용하는데, 자벌레처럼 먼저 앞다리로 붙잡은 다음 뒷다리를 옮긴다. 이따금 한 해초에서 다른 해초로 이동할 때는 빠르게 몸을 구부렸다가 곧게 펴서 헤엄친다.
대부분의 바다대벌레과는 성적으로 매우 이형이며, 수컷이 암컷보다 훨씬 크다. 가령 Caprella mutica의 경우 수컷이 평균 25~30mm. 최대 50mm까지 자란 개체도 관찰되었지만 암컷은 평균 15~20mm밖에 되지 않는다.

## 생태
바다대벌레과는 오직 해양에만 서식하며 전 세계 바다에서 발견된다. 상당수가 국제적인 외래종으로 여겨지는데, 조류와 같은 부유 물질이나 선박, 부표 등에 붙어 퍼져나간 것으로 추정된다. 대표적인 외래종인 Caprella mutica는 동해의 아북극 지역에서 퍼져나가 북대서양, 북태평양, 남아프리카 해역에서도 발견된 적 있으며, 항구, 양식 시설 또는 해상 풍력 발전소에서 인공 구조물(예: 로프 및 보트 선체)을 선호하고 빠르게 서식하는 것으로 알려져 있다.일부가 심해에서 발견되지만 대부분은 잘피, 히드라충강 및 태형동물이 풍부한 낮은 조간대와 조하수를 선호하며, pereopods를 이용해 몸을 고정시킨다. 연안종의 분포는 해수의 온도에 의해 좌우된다.
이들은 잡식성으로 규조류, 유기물, 원생동물, 작은 단각류, 갑각류 유충 등을 먹는다. Caprella penantis Leach,Paracaprella tenuis 등의 일부 종은 더듬이를 사용하여 먹이를 긁어내거나 해수로부터 걸러내는 여과 섭식자이다. 이런 종들은 표면의 규조류를 먹어치움으로써 잘피 군락을 더 건강하게 유지시켜주기도 한다. 우점종 순서대로 국내 광양만의 갈고리바다대벌레(Caprella kroyeri,대다수 비율을 차지), 긴팔바다대벌레(Caprella monoceros), 짧은팔바다대벌레(Caprella tsugarensis) 등의 경우 잘피 수와 착생해조류 등의 영향으로 봄에서 초여름에 크게 번성하며, 잎이 부식되어 떨어지는 8월 이후 가을에는 그 수가 크게 줄었다.
반면 Cymodocea nodosa와 Zostera marina처럼 바닥의 퇴적물을 선호하는 종들은 불법 트롤 어업으로 해초 군락이 파괴되자 오히려 그 수가 늘어난 사례도 있다. 또한 사체를 먹어 분해시키며 생태계에서 중요한 역할을 차지하기도 한다.
대부분의 종은 사마귀처럼 오랫동안 앉아서 기다리는 매복형 포식자이며, 주변 환경과 닮은 자세, 위장하기 알맞은 형태와 색을 이용한다. 색은 노란색, 녹색, 갈색, 흰색, 투명색 등 매우 다양하고 눈이 몸과 별도의 색을 가지기도 한다. 몇몇 종은 주변 환경처럼 색을 바꿀 수 있다.
천적으로는 소형 망상어과를 비롯한 물고기와 새우, 갯민숭달팽이, Epiactis prolifera 말미잘, 잎갯민숭이(Melibe papillosa) 등의 무척추동물이 있으며, 잘피밭에 서식하는 좁은컵해파리속 종들에게 이따금 먹히기도 한다. 미국의 소형 망상어과 shiner perch는 평소에 바다대벌레를 먹이로 삼지 않지만, 산란을 위해 잘피밭에 모여들 때 포식한다.
앞다리의 독이 인간에게 해롭진 않지만, 해초에 붙어 사는 습성상 모자반 등의 양식 과정에서 해적생물로 간주, 식초를 이용해 퇴치된다. caprella mutica와 서식지를 두고 경쟁하는 홍합은 상당히 작아지는데, 유체 때 이들에게 밟히며 껍데기가 닫혀 섭식에 지장을 받는 것이 원인일 가능성이 있다.

## 번식과 생장
바다대벌레과의 교미는 암컷의 외골격이 비교적 물렁할 때, 수컷과 암컷 모두 성장 과정에서 탈피를 한 뒤에만 발생할 수 있다. 몇몇 Caprella 종 수컷컷은 약지에 독이 있어 암컷을 두고 경쟁하다 상대를 죽이기도 한다. Caprella mutica의 경우 약 15분 가량 짝을 지키다 자리를 뜨거나 암컷과 싸워 공격적인 의사를 약화시킨다.
수컷은 더듬이로 암컷의 페로몬을 찾아가며 탈피할 준비가 될 때까지 기다린다. 암컷이 준비가 되면 정자를 육아낭으로 밀어넣고 풀어준다. 교미 후 암컷은 부화할 때까지 육아낭 속 수정란을 돌본다. 부화한 새끼는 외관상 부모와 거의 동일하며, 얼마간 모체 곁에서 머무르기도 한다. 보통 20번의 탈피를 거쳐야 성체가 되며 수명은 약 1년 정도다. 반면 연구실에서 길러진 caprella mutica 개체들의 생애 주기는 약 3~4개월 정도다. 일부 종의 암컷은 약지의 발톱으로 독을 주입하여 수컷을 죽이는 것으로 알려져 있다.

## 분류
바다대벌레과는 Corophiidea 아목의 Caprellida 목에 속하는 바다대벌레상과로 분류된다. 바다대벌레상과는 caprellinae, paracercopinae, phtisicinae 세 개의 아과에 1345개의 속을 포함한다.
Caprellinae
- Abyssicaprella McCain, 1966
- Acanthogaster Mayer, 1890(가시투성바다대벌레)
- Aciconula Mayer, 1903
- Aeginella Boeck, 1861
- Aeginellopsis Arimoto, 1970
- Aeginina Norman, 1905
- Brevirostris Mayer, 1903(가시다리바다대벌레)
- Californica Stimpson, 1856(뾰족머리가슴가시바다대벌레)
- Caprella eximia Mayer, 1890(두줄등가시바다대벌레)
- Caprella Lamarck, 1801
- Caprellaporema Guerra-García, 2003
- Cubadeutella Ortiz et al., 2009
- Deutella Mayer, 1890
- Equilibra Say, 1818 (가슴가시바다대벌레)
- Eupariambus K. H. Barnard, 1957
- Eximia Mayer, 1890(두줄등가시바다대벌레)
- Gracillima Mayer, 1890(가는더듬이바다대벌레)
- Hemiaegina Mayer, 1890
- Heterocaprella Arimoto, 1976
- Liriopes Arimoto, 1978
- Liropropus Laubitz, 1995
- Liropus Mayer, 1890
- Mayerella Huntsman, 1915
- Metacaprella Mayer, 1903
- Metaprotella Mayer, 1890
- Mixta Mayer, 1903(긴마디더듬이바다대벌레)
- Monoceros Mayer, 1890(긴팔바다대벌레)
- Monoliropus Mayer, 1903
- Multituberculum Lee & Lee, 1996(두드러기바다대벌레)
- Noculacia Mayer, 1903
- Orthoprotella Mayer, 1903
- Paracaprella Mayer, 1890
- Paradeutella Mayer, 1890
- Paradicaprella Hirayama, 1990
- Paraprotella Mayer, 1903
- Pariambus Stebbing, 1888
- Parvipalpina Stephensen, 1944
- Parvipalpus Mayer, 1890
- Pedoculina Carausu, 1941
- Pedonculocaprella Kaim-Malka, 1983
- Pedotrina Arimoto, 1978
- Penantis Leach, 1814(둥근아가미바다대벌레)
- Polyacantha Utinomi, 1947(불꽃가시바다대벌레)
- Postoparacaprella Arimoto, 1981
- Premohemiaegina Arimoto, 1978
- Pretritella Arimoto, 1980
- Prima Mayer, 1903(세아가미다리바다대벌레)
- Proaeginina Stephensen, 1940
- Proliropus Mayer, 1903
- Propodalirius Mayer, 1903
- Protella Dana, 1853(한마디아가미다리바다대벌레)
- Protellina Stephensen, 1944
- Protellopsis Stebbing, 1888
- Protoaeginella Laubitz & Mills, 1972
- Prototritella Arimoto, 1977
- Pseudaeginella Mayer, 1890
- Pseudolirius Mayer, 1890
- Pseudoliropus Laubitz, 1970
- Pseudoprotella Mayer, 1890
- Scaura Templeton, 1836(뾰족머리바다대벌레)
- Simia Mayer, 1903(뾰족머리긴팔바다대벌레)
- Simplex Mayer, 1890(민다리바다대벌레)
- Subinermis Mayer, 1890(갈고리손바다대벌레)
- Tanzacaprella Guerra-García, 2001
- Thorina Stephensen, 1944
- Triantella Mayer, 1903
- Triliropus Mayer, 1903
- Triperopus Mayer, 1903
- Triprotella Arimoto, 1970
- Tritella Mayer, 1890
- Tropicaprella Guerra-García & Takeuchi, 2003
- Verrucaprella Laubitz, 1995

Paracercopinae
- Cercops Krøyer, 1843
- Paracercops Vassilenko, 1972
- Pseudocercops Vassilenko, 1972

Phtisicinae
- Aeginoides Schellenberg, 1926
- Caprellina Thomson, 1879
- Caprellinoides Stebbing, 1888
- Chaka Griffiths, 1974
- Dodecas Stebbing, 1883
- Dodecasella K. H. Barnard, 1931
- Fallax Mayer, 1903(세아가미의원시바다대벌레)
- Hemiproto McCain, 1968
- Hircella Mayer, 1882
- Imitatrix Mayer, 1903(세아가미원시바다대벌레)
- Jigurru Guerra-García, 2006
- Liriarchus Mayer, 1912
- Mayericaprella Guerra-García, 2006
- Metaproto Mayer, 1903
- Paedaridium Mayer, 1903
- Paraproto Mayer, 1903
- Perotripus Dougherty & Steinberg, 1953
- Perotripus koreanus Lee & Hong, 2010(돌기머리세아가미불구다리원시바다대벌레)
- Phtisica Slabber, 1769
- Prellicana Mayer, 1903
- Protogeton Mayer, 1903
- Protomima Mayer, 1903
- Protoplesius Mayer, 1903
- Pseudocaprellina Sundara Raj, 1927
- Pseudododecas McCain & Gray, 1971
- Pseudoprellicana Guerra-García, 2006
- Pseudoproto Mayer, 1903
- Pseudoprotomima McCain, 1969
- Quadrisegmentum Hirayama, 1988
- Semidodecas Laubitz, 1995
- Symmetrella Laubitz, 1995